# Volta Ciclística do Grande ABCD
A Volta Ciclística Internacional do Grande ABCD é uma competição ciclística profissional de estrada disputada anualmente durante o mês de setembro como uma prova de um dia na Região do Grande ABC, São Paulo, Brasil. A prova existe tanto para a elite masculina como a feminina do ciclismo nacional, além das categorias juniores e masters.
Organizada pela primeira vez em 1998, o evento é uma prova de dia único que consiste em um trecho de estrada, normalmente passando por todos os municípios que compõem a região do Grande ABC, e, após esse, um trecho em circuito. A distância total normalmente varia entre 95 e 115 quilômetros. Nos últimos anos, a largada ocorreu no distrito de Paranapiacaba, enquanto a cidade que sedia a chegada varia em cada ano. Na edição de 2013, a elite masculina percorreu 75 kms no trecho de estrada, e depois 15 voltas em um circuito de 2,5 quilômetros, totalizando 113 kms de prova com chegada em Diadema.
As duas primeiras edições da prova foram realizadas no mês de julho, mas a organização da prova não estava satisfeita com a proximidade da corrida com a Prova Ciclística 9 de Julho, devido à falta de tempo para organizar a Volta do ABCD. Assim, a 3ª edição da prova, em 2000, foi realizada em novembro, mas em 2001, o evento foi mudado para setembro, data na qual a prova é realizada até hoje.
Nos anos de 2003 e 2004, a prova fez parte do calendário mundial da UCI na categoria 1.5.
Atualmente, a Volta Ciclística do Grande ABCD recebe no calendário nacional da CBC a categoria 3, a mais alta para provas de um dia. Além da categoria elite masculino, a prova é válida para o ranking nacional nas categorias elite feminino e juniores.

## Vencedores
| Ano  | Vencedor                | Segundo lugar        | Terceiro lugar         |
| ---- | ----------------------- | -------------------- | ---------------------- |
| 1998 | Daniel Rogelin          |                      |                        |
| 1999 | Ryan Gray               | Lauri Antonio Lunkes | Jean Coloca            |
| 2000 | José Reginaldo Cardoso  | Samuel Dantas        | Jean Coloca            |
| 2001 | Márcio May              | Valcemar Justino     |                        |
| 2002 | Hernandes Quadri Júnior | Jean Coloca          | Antônio Nascimento     |
| 2003 | Jean Coloca             | Armando Camargo      | Francisco Chamorro     |
| 2004 | Renato Ruiz             | Rogério Santiago     | Armando Camargo        |
| 2005 | Jean Coloca             | Nilceu dos Santos    | Kléber Neves           |
| 2006 | Francisco Chamorro      | Jean Coloca          | Rodrigo de Mello Brito |
| 2007 | Kléber Ramos            | Yosvany Falcon       | Francisco Chamorro     |
| 2008 | Francisco Chamorro      | Nilceu dos Santos    | Edgardo Simón          |
| 2009 | Breno Sidoti            | Flávio Cardoso       | Raul Cançado           |
| 2010 | Edgardo Simón           | Héctor Figueras      | Bruno Tabanez          |
| 2011 | Héctor Figueras         | Nilceu dos Santos    | Kléber Ramos           |
| 2012 | Daniel Rogelin          | Nilceu dos Santos    | Francisco Chamorro     |
| 2013 | Pedro Nicácio           | Verinaldo Vandeira   | Josimar Oliveira       |